# Chymotrypsinogène
Le chymotrypsinogène est la proenzyme de la chymotrypsine, une enzyme digestive. Chez l'homme, il est codé par les gènes CTRB1 et CTRB2 situés sur le chromosome 16, qui produisent un polypeptide de 263 résidus d'acides aminés contenant un peptide signal de 18 résidus. Il est sécrété par les cellules acinaires (en) du pancréas sous la forme d'une chaîne unique de 245 résidus d'acides aminés. De la famille des protéases à sérine, la chymotrypsine agit dans le duodénum en y réalisant la protéolyse des peptides à digérer.

## Activation
La chymotrypsine est une peptidase puissante qui ne doit être activée qu'au dernier moment afin d'empêcher qu'elle n'endommage le pancréas ni aucun autre organe. Le mécanisme par lequel cette activation est réalisée est bien compris depuis le milieu du siècle dernier,.
Le chymotrypsinogène est stocké dans des granules des cellules acinaires (en), qui libèrent leur contenu dans le duodénum sous l'effet d'un stimulus nerveux ou hormonal. Il est converti en chymotrypsine active par un ensemble de réactions commençant par le clivage de la liaison peptidique située entre les résidus d'arginine-15 et d'isoleucine-16. Cela conduit à la formation d'une protéine appelée π-chymotrypsine formée de deux chaînes peptidiques unies par un pont disulfure. Une molécule de π-chymotrypsine agit sur une autre en clivant la liaison peptide entre des résidus de leucine et de sérine, puis la π-chymotrypsine activée agit sur une autre molécule de π-chymotrypsine pour en cliver deux dipeptides : Ser14–Arg15 et Thr147–Asp148. Cette réaction libère l'α-chymotrypsine active.